# Judson Kilpatrick
Hugh Judson Kilpatrick (né le 14 janvier 1836 à Wantage Township, État de New Jersey, et mort le 4 décembre 1881 à Santiago, Chili) est un major général de l'Union. Il est enterré dans le cimetière de l'académie militaire de West Point, État de New York.

## Avant la guerre
Hugh Judson Kilpatrick entre à l'académie militaire de West Point le 1er juillet 1856,. Il doit son admission à West Point à sa précoce éloquence : le choix de nommer un élève à West Point échoit au représentant des districts. Lors de la campagne pour la réélection du représentant de son district, il bat la campagne vantant les mérites du candidat qui le remercie après sa réélection, le nommant pour entrer à l'académie. Il abandonne l'usage de son premier prénom lorsqu'il entre à West Point.

## Guerre de Sécession
Hugh Judson Kilpatrick est breveté second lieutenant le 6 mai 1861 dans le 1st US Artillery et premier lieutenant le 14 mai 1861.
Il est nommé capitaine le 9 mai 1861 dans le 5th New York Volunteer Infantry. Il est blessé lors de l'une des premières batailles du conflit le 10 juin 1861 à Big Bethel. Il est sauvé par Félix Agnus, futur brigadier général de l'Union. Par ailleurs, le sergent Agnus attribue le tir mortel contre Henry Lawson Wyatt, premier soldat confédéré tué au combat, à Kilpatrick. Il quitte le service actif le 6 septembre 1861.
Il est nommé lieutenant-colonel du 2nd New York Volunteer Cavalry le 25 septembre 1861. Il est promu colonel le 6 décembre 1862. Pendant son affectation dans l'armée du Potomac, sous les ordres du général Mc Clellan, il est cité pour bravoure à la bataille de Thoroughfare Gap et à la seconde bataille de Bull Run. Au cours du mois de juin 1863, il exécute plusieurs escarmouches contre les forces de J.E.B Stuart, notamment à Brandy Station, Aldie et Middleburg. Il est surpris par Stuart à la bataille de Hanover le 30 juin 1863.
Il est promu brigadier-général des volontaires le 13 juin 1863. Il obtient le brevet de commandant le 17 juin 1863 pour bravoure et service méritant lors de la bataille d'Aldie.
Il est promu lieutenant-colonel le 3 juillet 1863 pour bravoure et service méritant lors de la bataille de Gettysburg bien qu'il ait ordonné une malheureuse et sanglante charge de cavalerie lors de la troisième journée et qui notamment coûtera la vie au général Elon Farnsworth. Il participe à la bataille de Buckland Mills le 19 octobre 1863.
En février-mars 1864, il commande un raid autour de Richmond qui vise à libérer des prisonniers à la prison de Libby et qui se termine par la mort du colonel Ulric Dahlgren. La découverte de documents prévoyant le pillage de Richmond et l'assassinat de Jefferson Davis aboutit à une crise. Hugh Judson Kilpatrick est alors transféré sous les ordres du général William Tecumseh Sherman et participe à la marche de Sherman vers la mer. Sherman dira de lui : « Je sais que Kilpatrick est un satané fou sorti de l'enfer, mais je veux exactement ce genre d'homme pour commander ma cavalerie dans cette expédition. »
Il est promu capitaine de l'armée régulière le 30 novembre 1864 dans le 1st U.S. Artillery.
Judson Kilpatrick, bien que ne buvant de l'alcool que rarement, est connu pour être un « débauché », amenant souvent des femmes de petite vertu autour de ses camps.
Le commandant Thomas Osburn, commandant l’artillerie de l'armée du Tennessee écrit en février 1865 : « je considère Wheeler et Kilpatrick comme des officiers du même calibre, aucun des deux n'étant des grands officiers.[...] Kilpatrick commanderait une division relativement bien sous les ordres d'un supérieur, mais il sait à peine commander lui-même. » Il est promu brigadier-général le 13 mars 1865 pour bravoure et service méritant lors de la prise de Fayetteville.
Il est breveté le 12 janvier 1865 et promu major-général des volontaires le 18 juin 1865. Il est promu major général de l'armée régulière le 13 mars 1865 pour bravoure et service méritant lors de la campagne des Carolines.
Pendant la campagne d'Atlanta, il est blessé à la bataille de Resaca. Il commande les forces de l'Union aux escarmouches de Lovejoy's Station et de Buck Head Creek.

## Après la guerre
Hugh Judson Kilpatrick quitte le service actif des volontaires le 1er janvier 1866. Il est alors nommé diplomate au Chili jusqu'en 1868, puis revient aux États-Unis pour être candidat à l'élection au Congrès.
Il est de nouveau envoyé au Chili en 1881 où il meurt la même année.